# 1792년 미국 하원의원 선거
1792년 미국 하원의원 선거는 대통령 조지 워싱턴의 재선과 함께 이루어졌다. 조지 워싱턴이 무소속으로 대통령직을 지내는 동안, 그의 추종자들 (사실상, 알렉산더 해밀튼의 지지자들) 은 미국 최초의 조직정당, 연방당을 창당한다. 그에 대한 응답으로, 토머스 제퍼슨과 제임스 매디슨의 지지자들 역시 민주공화당을 창당한다.
워싱턴이 만장일치로 당선됐음에도 불구하고, 제퍼슨의 지지는 해밀튼을 이겼고, 민주공화당은 24석이 증가해 (대부분의 의석은 새로 편입된 서부에서 얻은 것으로, 농장이 많아 민주공화당의 지원이 많았던 곳이다), 과반을 차지한다.

## 선거 결과
| 정당       | 의석 수 |
| ---------- | ------- |
| 민주공화당 | 54석    |
| 연방당     | 51석    |
| 합계       | 105석   |